# Dragan Puljič
Dragan Puljič est un joueur croate de volley-ball né le 17 septembre 1984. Il mesure 2,06 m et joue central. Il totalise 65 sélections en équipe de Croatie.

## Clubs
| Club                | Pays     | De        | À         |
| ------------------- | -------- | --------- | --------- |
| MOK Osijek          | Croatie  | 2002-2003 | 2003-2004 |
| Saint-Brieuc CAVB   | France   | 2004-2005 | 2004-2005 |
| Autocommerce Bled   | Slovénie | 2005-2006 | 2005-2006 |
| Nice Volley-Ball    | France   | 2006-2007 | 2007-2008 |
| Cambrai Volley-Ball | France   | 2008-2009 | …         |

## Palmarès
- Championnat de Slovénie (1)
  - Vainqueur : 2006